# جیمی کالینز (بازیکن فوتبال، زاده ۱۹۰۳)
جیمی کالینز (انگلیسی: Jimmy Collins؛ 14 July 1903 – مه ۱۹۷۷ (۷۳−۷۴ سال)) بازیکن فوتبال اهل بریتانیا بود.
از باشگاه‌هایی که در آن بازی کرده‌است می‌توان به باشگاه فوتبال وستهام یونایتد، باشگاه فوتبال چلمزفورد سیتی، و باشگاه فوتبال کولچستر یونایتد اشاره کرد.